# Institutul de Relații Internaționale din Moldova
Institutul de Relații Internaționale din Moldova (IRIM) a fost o instituție publică de învățământ superior din Chișinău (Republica Moldova), fondată în anul 2003 și dizolvată in anul 2020. 

## Facultăți
- Drept
- Economie Mondială și Relații Economice Internaționale
- Limbi Străine
- Relații Internaționale și Științe Politice[2].

## Catedre
- Drept Internațional
- Drept Privat
- Drept Public
- Educație Fizică și Sport
- Filologie Engleză
- Filologie Franceză
- Limbi Moderne Aplicate
- Științe Politice
- Relații Internaționale
- Relații Economice Internaționale
- Teorie Economică și Business Internațional
- Turism și Servicii Hoteliere[2].

## Legături externe
- Site web oficial
- Informații Arhivat în 29 mai 2015, la Wayback Machine. la studiinmoldova.info
- IRIM[nefuncțională – arhivă]
 la admiterea.md